# 海軍経理学校
海軍経理学校（かいぐんけいりがっこう、旧字体：海󠄀軍經理學校󠄁、英語: Naval Paymaster's School, Naval Accounting School等）とは、大日本帝国海軍で庶務・会計・被服・糧食を受け持つ主計科要員育成のために置かれた軍学校としての養成学校である。主計科士官の基礎教育を行う初級士官養成校の機能と、主計科の専門教育を主計科士官および下士官・兵に施す術科学校としての機能を兼ね、さらに研究機関でもあった。1907年（明治40年）に創設され、第二次世界大戦終結後に日本海軍が解体されるまで続いた。主要校舎所在地は現在の東京都中央区築地。海軍兵学校および海軍機関学校とならぶ旧海軍三校の一つである。通称・略称として海経と呼ばれる事例もある。

## 沿革
海軍経理学校の起源は、1874年（明治7年）開校の海軍会計学舎とされている。このときの所在地は築地ではなく、増上寺のある芝山内天神谷だった。その後、日本海軍の主計科士官養成制度は頻繁に変更され、それに伴って教育機関も紆余曲折をたどった。校名は、海軍会計学舎（1874年-1876年）、海軍主計学舎（1876年-1877年, 1882年-1886年）、海軍主計学校（1886年-1893年）、海軍主計官練習所（1899年-1907年）と廃止期間を挟みつつ変遷した。海軍主計学校時代の1888年（明治21年）に校舎が築地へ移転し、以後の海軍経理学校の中心地となっている。この間、1889年（明治22年）には、海軍内部で若年者を生徒から教育して少主計候補生（士官候補生の一種）を養成する方式が廃止され、軍外からの登用試験で少主計候補生にする方式のみとなっている。他方、下士官・兵対象の練習生教育は、同じ1889年から開始された。
日露戦争後になって現行方式では主計科士官人材の確保が不十分であるとされ、宇都宮鼎主計大監の主導で生徒教育からの主計科士官養成再開が決まった。1907年（明治40年）に海軍主計官練習所を海軍経理学校と改称し、2年後の1909年（明治42年）に海経第1期生が入校した。学生や練習生の教程区分もこの頃に確立された。なお、生徒教育再開後も、旧制大学在学中に依託学生として採用したうえ卒業後に主計科士官へ任用する制度が併存し、1923年（大正12年）までは任用例があった。
1938年（昭和13年）には、軍備拡張による主計科士官の需要増大に対応するため二年現役士官（短期現役士官、短現）制度が主計科にも拡大され、経理学校で二年現役士官を対象とした補修学生教育が開始された。在校者増加に対応するため校舎移転も検討され、太平洋戦争中の1943年（昭和18年）に芝浦御楯町（現：港区港南四丁目）に品川分校を開き、練習生、ついで補修学生を逐次移転。1944年（昭和19年）に本校舎を品川へ移転して、築地を分校化。1944年から1945年（昭和20年）には疎開の関係もあって浜松分校（練習生）、垂水分校（生徒）、橿原分校（予科生徒）の各校が開かれ、経理学校本部を垂水（高丸：旧神戸商科大学）に置いた状態で終戦の日を迎えた。

戦後、品川校舎の跡地は農林省を経て文部省に引き継がれ、水産講習所改め東京水産大学（現：東京海洋大学品川キャンパス）となった。築地校舎の跡地は進駐軍キャンプバーネスを経て東京都に引き継がれ、築地市場の一部となった。

## 教育区分

### 生徒教育
生徒教育は、海軍兵学校と海軍機関学校と同様に、旧制中学校卒業者を採用して海軍生徒として教育する課程である。卒業後は、主計少尉候補生を経て主計少尉に任官される。採用生徒数は兵学校や機関学校に比べて少なく、一つの期の卒業生は日中戦争開始まで20人以下であった。そのため、日本中の旧制中学校から俊才が集まった一方、極端な英才教育がエリート意識を増長させる弊害もあった。海経30期以降になると生徒の採用人数も次第に増加し、太平洋戦争中の海経36期（1943年12月入校）では約250人、海経37期（1944年10月入校）では約500人となっている。
修業期間は海経1期では3年間で、大正前期に3年4カ月間に延長。大正後期には3年間に戻されたが、1928年（昭和3年）に3年8カ月間、1934年（昭和9年）に4年間と再延長された。その後は国際情勢の緊迫から短縮が繰り返され、最終卒業の35期（1945年3月卒業）は修業期間2年4カ月だった。

### 補修学生
補修学生は、二年現役士官（短期現役士官）と呼ばれる任期付きの主計科士官を養成するための速成課程の在校者である。生徒教育とは異なり、旧制大学や旧制専門学校の卒業者および高等文官試験合格者から志願者を募り、入校と同時に海軍主計中尉（専門学校卒業者は少尉候補生）に任官させた上、5ヶ月程度の基礎教育を行った。1942年からは見習尉官の身分で教育を受けることになった。卒業すれば部隊配属となり、入校時から起算して2年間だけ現役に服した後に予備役に編入される建前となっている。
採用数は経理学校生徒に比べて多く、1944年までの7年間で3500人以上であった。東京帝国大学（現・東京大学）、東京商科大学（現・一橋大学）、慶應義塾大学等有名大学の卒業生の多くが志願者として殺到し、戦後の政財官界で活躍する人物を多く輩出することとなった（短現人脈）。

### 専修学生
兵からたたき上げの主計科准士官等に幅広い教育を施すための専修科も置かれた。受験資格を有するのは准士官と進級2年後以降の一等下士官とされ、入校試験を経て少数が採用された。後述の術科高等科練習生を優秀な成績で卒業した者が多かった。教育内容は生徒に準じたものとなっている。専修科卒業後に特務士官（兵からたたき上げの士官）となると、通常の特務士官が配置されない職にも正規士官に準じて配属されることになった。専修学生は、太平洋戦争中の1943年を最後に採用中止となっている。

### 術科学校
経理学校は海軍兵学校と同じ初級士官養成校の機能に加え、海軍水雷学校などに対応する主計科の術科学校としての機能を有していた。
主計科の士官に対しては、主計少尉・中尉に初級主計士官としての教育を施す普通科と、主計中尉から軍艦等の主計長要員を養成するための高等科、高度な専門研究を目的とした選科があった。選科教育は一般大学に校外派遣学生として入学しての委託教育もあり、特に東京帝国大学（後に東京商科大学に変更）への派遣は海計生徒各期の優秀者数名が選ばれるエリートコースであった。なお、高等科設置の建前とは異なって、高等科に行かずに主計長を務める例も多かった。
主計科の下士官・兵の術科教育のためには、普通科練習生と高等科練習生が設置されていたが、さらに高度な特修科練習生課程までは存在しなかったが、選抜されたものが民間学校へ派遣される制度が導入されており、派遣された者は准士官以上へ昇進している例が多い。練習生の専修分野は経理術と衣糧術（1937年以前は掌厨術）の2つに分かれており、経理術専修では会計等の事務を、衣糧術専修では調理や栄養学、被服などを学んだ。主計科の下士官兵が採用されるのが原則であるが、普通科経理術練習生だけは他兵種からも受験可能で、毎年若干の入校者があった。

## 年表

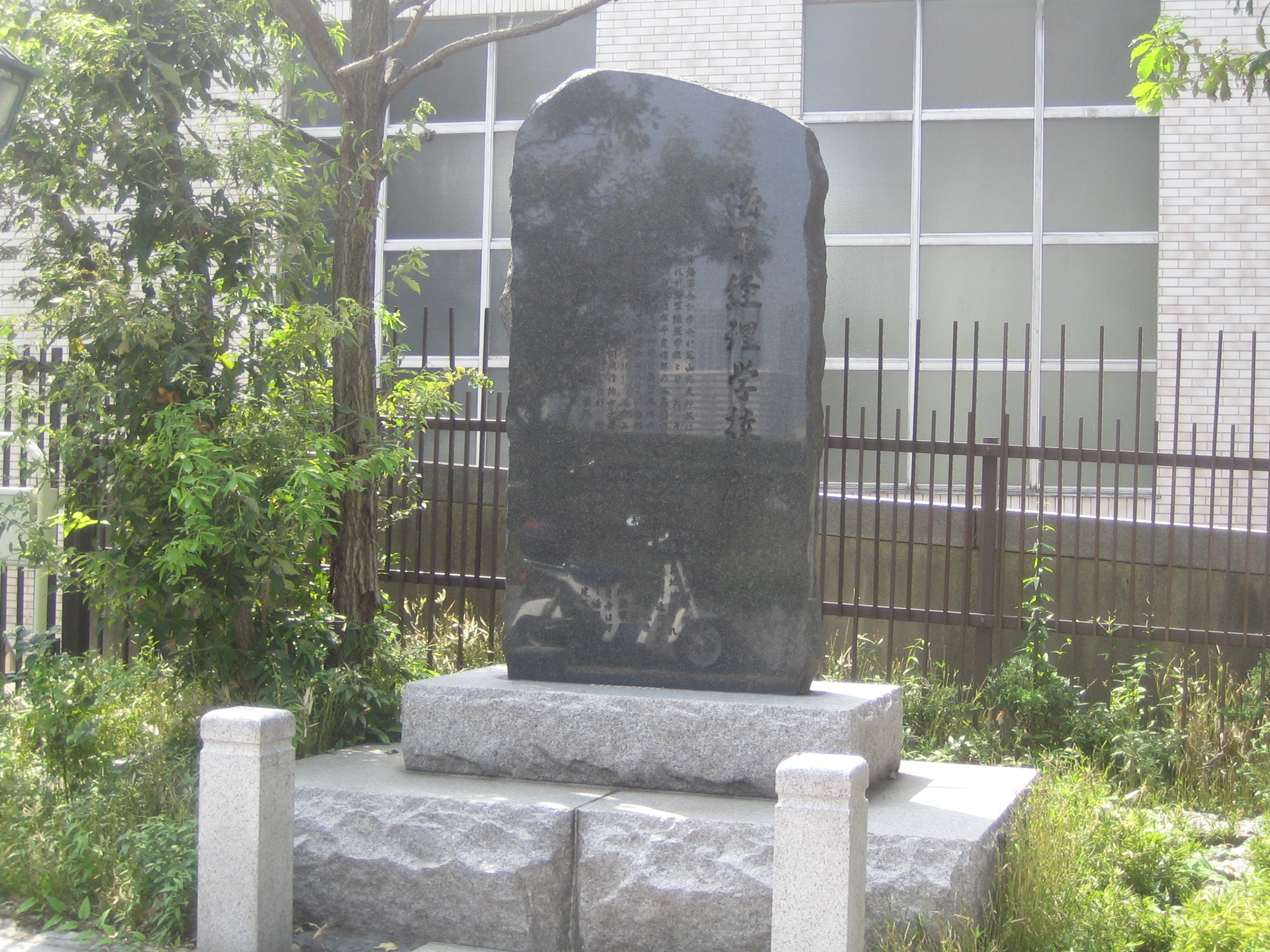
海軍経理学校の碑。（東京都中央区築地）

- 1874年（明治7年）10月23日 - 海軍会計学舎を設立（芝山内天神谷）。
- 1876年（明治9年）7月31日 - 海軍主計学舎に改称。
- 1877年（明治10年）6月14日 - 池上本門寺へ移転。
  - 同年11月16日 - 海軍主計学舎を廃止。
- 1882年（明治15年）11月8日 - 海軍主計学舎を再興（芝公園三嶋谷）。翌年に生徒教育再開。
- 1886年（明治19年）7月2日 - 海軍主計学校に改称。
  - 同年12月22日 - 芝公園旧本省邸内へ移転。
- 1888年（明治21年）10月23日 - 京橋区築地4丁目1番地へ移転
- 1889年（明治22年）2月25日 - 生徒教育中止。少主計候補生に対する教育機関に。
  - 同年8月15日 - 下士官兵に対する練習生教育を開始。
- 1893年（明治26年）12月31日 - 海軍主計学校を廃止。
- 1899年（明治32年）5月15日 - 海軍主計官練習所を設置（築地）。少主計候補生・練習生教育を再開。
- 1907年（明治40年）4月20日 - 海軍経理学校に改称。学生・練習生の基本的な教程区分が成立。
- 1909年（明治42年）4月23日 - 生徒教育再開決定。海経第1期生徒入校（7月）。
- 1923年（大正12年）9月1日 - 関東大震災のため校舎全焼。再建までの間、陸軍経理学校（牛込区河田町）に間借り。
- 1924年（大正13年）3月20日 - 築地校舎跡地の仮設校舎へ復帰。
- 1932年（昭和7年）9月30日 - 同じ築地の新校舎（京橋区小田原町3丁目1番地）へ移転。
- 1938年（昭和13年）7月 - 二年現役主計科士官（短期現役主計科士官）制導入に伴い、補修学生1期入校。
- 1943年（昭和18年）春 - 芝区芝浦御楯町（現：東京海洋大学品川キャンパス）に品川分校を開校し、練習生から順次移転開始。
- 1944年（昭和19年）9月 - 品川分校へ本校移転し、築地は分校化。浜松分校（練習生）が開校。
- 1945年（昭和20年） - 垂水分校（本部・生徒隊）、橿原分校（予科生徒）が開校。
  - 同年11月30日 - 海軍経理学校令廃止（昭和20年海軍省令第35号）。

## 歴代校長
海軍主計学校長
- （兼）奈良真志 主計大監：1886年7月19日- 1888年2月4日
- 奈良真志 主計大監：1888年2月4日 - 1889年3月9日
- 肥田有年 主計大監：1889年3月9日 - 1890年3月28日
- 土岐裕 主計大監：1890年3月28日 - 1891年4月21日
- （兼）肥田有年 主計大監：1891年4月21日 - 6月17日
- 原田啓 主計大監：1891年6月17日 - 7月22日
- 肥田有年 主計大監：1891年7月22日 - 1892年10月4日
- 下条正雄 主計大監：1892年10月4日 - 1893年5月20日
- （兼）原田啓 主計大監：1893年5月20日 - 12月31日

海軍主計官練習所長
- （兼）土井順之助 主計大監：1899年5月15日 - 1900年12月22日
- （兼）福永吉之助 主計大監：1900年12月22日 - 1903年7月7日
- （兼）志佐勝 主計大監：1903年7月7日 - 11月10日
- （兼）矢野常太郎 主計大監：1903年11月10日 - 1904年12月26日
- 加藤八太郎 主計大監：1905年1月12日 - 6月25日
- （兼）志佐勝 主計大監：1905年6月25日 - 12月12日
- 志佐勝 主計大監：1905年12月12日 - 1907年4月20日

海軍経理学校長
- 志佐勝 主計大監：1907年4月20日 - 1908年8月15日
- （兼）宇都宮鼎 主計大監：1908年8月15日 - 1909年12月1日
- 宇都宮鼎 主計大監：1909年12月1日 - 1911年9月6日
- 藤田経孝 主計大監：1911年9月6日 - 1913年12月1日
- 桜孝太郎 主計総監：1913年12月1日 - 1914年8月8日
- （兼）清水宇助 主計大監：1914年8月8日 - 不詳
- 清水宇助 主計総監：不詳 - 1915年12月13日
- 相良澄 主計総監：1915年12月13日 - 1916年12月1日
- 佐野雄治 主計総監：1916年12月1日 - 1919年12月1日
- 深水貞吉 主計少将：1919年12月1日 - 1932年5月25日[12]
- （心得）加藤亮一 主計大佐：1932年5月25日[12] - 1923年12月1日
- 加藤亮一 主計少将：1923年12月1日 - 1924年12月1日
- 刑部斉 主計少将：1927年4月13日 - 1931年12月1日
- 入谷清長 主計中将：1931年12月1日 - 1932年12月1日
- 村上春一 主計少将：1932年12月1日 - 1933年5月20日
- 池辺安雄 主計少将：1933年10月10日 - 1935年11月15日
- 佐々木重蔵 主計少将：1935年11月15日 - 1937年12月1日
- 大束健夫 主計少将：1937年12月1日 - 1939年4月12日
- 金谷隆一 主計少将：1939年4月12日 - 1941年4月10日
- 本田増蔵 主計中将：1941年4月10日 - 1942年3月26日
- 片岡覚太郎 主計少将：1942年3月26日 - 1943年6月1日
- 紺野逸弥 主計少将：1943年6月1日 - 1945年9月30日

## 著名な教授
- 中村進午
- 馬場鍈一
- 沼田嘉穂
- 牧野輝智

## 主な出身者
生徒出身者基本的な主計科士官養成課程。海経○期というとこのグループを指す。
- 吉村武雄 主計少将 - 1期
- 千早正次郎 - 1期
- 加唐為重（帝国生命保険創立者） - 1期
- 木寺寛爾 主計少将 - 4期
- 等松農夫蔵（有限責任監査法人トーマツ設立者） - 6期
- 青木大吉（有限責任監査法人トーマツ設立者） - 8期
- 伴正一（外交官、元青年海外協力隊事務局長） - 33期[13]
- 賀集唱（元東京高裁部総括判事） - 34期
- 山村良橘（世界史講師） - 37期[14]
- 神山繁（俳優）- 38期[15]

補修学生出身者二年現役士官（短期現役士官）の速成課程。Category:大日本帝国海軍短期現役士官も参照。
- 山中清一郎（元三井信託銀行社長・会長） - 補修学生2期
- 中曽根康弘（元内閣総理大臣・衆議院議員） - 補修学生7期
- 鳩山威一郎（元大蔵事務次官、元参議院議員） - 補修学生7期
- 松橋忠光（元警視監、評論家） - 補修学生12期
- 下条進一郎（元参議院議員）
- 有馬元治（元衆議院議員）
- 松野頼三（元衆議院議員）
- 山下元利（元衆議院議員）
- 住栄作（元衆議院議員）
- 山本壮一郎（元宮城県知事）
- 長洲一二（元神奈川県知事）
- 松川道哉（元財務官）
- 徳田博美（元大蔵省銀行局長）
- 大田満男（元大蔵省造幣局長）
- 長岡實（元大蔵事務次官）
- 澄田智（元日本銀行総裁）
- 杉山和男（元通産事務次官）
- 河井信太郎（元大阪高検検事長）
- 伊藤栄樹（元検事総長）
- 富田朝彦（元宮内庁長官）
- 山本鎮彦（元警察庁長官）
- 西堀正弘（元国連大使）
- 西田安正（富士化学工業社長、富山県議会議長）
- 西田誠哉（元駐イタリア大使、元国連大使）
- 正力亨（読売新聞グループ社主、第2代東京讀賣巨人軍オーナー）
- 濃野滋（元通産事務次官）
- 中村博（敦賀女子短期大学学長、人事院職員局長）
- 酒井新二（元共同通信社社長）
- 石橋幹一郎（元ブリヂストン社長・会長）
- 河合良一（元小松製作所社長、元商工・通産官僚、元中小企業庁指導部指導第三課長）
- 篠原康次郎（元広島総合銀行頭取）
- 渡辺金一（一橋大学名誉教授）
- 土井勝（料理研究家）
- 金子兜太（俳人）

その他詳細調査中を含む。
- 武井大助（元文化放送社長） - 東京高等商業学校本科卒業後、海経乙種学生
- 牛原陽一（映画監督）
- 高橋孟（作家・イラストレーター、同校経理術練習生課程在籍時の模様が『海軍めしたき物語』に記述されている）